# Jacob Schedlich
Jacob Schedlich (* März 1591 in St. Joachimsthal, Böhmen; † 29. Dezember 1669 ebenda) war ein deutsch-böhmischer Orgelbauer des 17. Jahrhunderts. Schedlich war ein bekannter Orgelbauer im erzgebirgischen Raum, wo auch ein Großteil seiner Arbeiten nachweisbar ist. Sein Einzugsgebiet reicht bis ins Vogtland und nach Thüringen.

## Leben
Jacob Schedlich wurde Anfang März 1591 als Sohn des St. Joachimthaler Spitalmeisters und späteren Bürgermeisters Andreas Schedlich (1556–1616) und dessen am 10. Dezember 1584 angetrauten Gattin Magdalena Zeileysen (* 1564, Tochter des Hans Z., St. Joachimsthal) geboren und am Sonntag Reminiscere, damals der 10. März, getauft. Sein Bruder David (1607–1687) war ein bekannter Komponist. Nachdem er bei dem Nürnberger Komponisten Hans Leo Haßler eine Ausbildung im Orgelspielen sowie im Richten und Rektifizieren von Uhren erhalten hatte, wurde er 1607 als Organist, Schulmeister und Kantor in seiner Heimatstadt St. Joachimsthal eingewiesen. Zudem wurde ihm die Wartung der Uhren auf der Pfarrkirche und dem Brotmarkt als Aufgaben übergeben. In dieser Zeit trat er in geringem Umfang als Komponist in Erscheinung. Als Druck erschien 1613 ein Magnificat et intonationes precum vespertinatum 4V., daneben sind eine handschriftliche Missa brevis und ein Kanon überliefert. 1619 wurde er als Mitglied in den Stadtrat berufen, wo er sich den Waisenangelegenheiten annahm. 1624 wurde er Inspektor und Steuereinnehmer. 1625 kündigte er das Organistenamt, das ihm zuvor 18 Jahre anvertraut gewesen war. 1633 wurde er erstmals zum Bürgermeister gewählt, welches Amt er 36 Jahre lang verwaltete. Schedlich wurde in der Stadtkirche seiner Heimatstadt beigesetzt.

## Familie
Jacob Schedlich heiratete in erster Ehe Susanna Schönbach (1590–1638). Ihr Epitaph befindet sich in der Spitalkirche. Sein Sohn war der königliche Amtsschreiber Johann Jakob Schedlich (1625–1665). Er war außerdem Stiefvater und Lehrer des Kulmbacher Orgelbaumeisters Matthias Tretzscher.

## Werkliste
| Jahr          | Ort                 | Gebäude             | Bild | Manuale | Register | Bemerkungen                                                                              |
| ------------- | ------------------- | ------------------- | ---- | ------- | -------- | ---------------------------------------------------------------------------------------- |
|               | Saaz                | Maria-Himmelfahrt   |      |         | 12       |                                                                                          |
|               | Kaaden              | Hl. Kreuz           |      |         | 8        |                                                                                          |
|               | Komotau             | Maria Himmelfahrt   |      |         | 12       |                                                                                          |
|               | Radonitz            | Stadtkirche         |      |         | 8        |                                                                                          |
|               | Podersam            | St. Peter und Paul  |      |         | 8        |                                                                                          |
|               | Priesen             |                     |      |         | 8        |                                                                                          |
|               | Geising             |                     |      |         | 12       |                                                                                          |
| 1626          | Raschau             | Allerheiligenkirche |      |         |          |                                                                                          |
|               | Burg Elbogen        |                     |      | I/P     | 8        |                                                                                          |
|               | Karlsbad            | St. Andreas         |      |         | 10       |                                                                                          |
| 1638          | Eger                | Gottesackerkirche   |      |         | 6        |                                                                                          |
|               | Neudek              |                     |      |         | 20       |                                                                                          |
|               | Adorf/Vogtl.        | St. Michaelis       |      |         |          |                                                                                          |
|               | Graslitz            |                     |      |         | 20       |                                                                                          |
|               | Budweis             | St. Nikolaus        |      |         | 14       | aufgestellt von den Söhnen Andreas Schedlich und Matthias Trötzscher                     |
|               | Gottesgab           |                     |      |         | 8        |                                                                                          |
|               | Lichtenstadt        |                     |      |         |          |                                                                                          |
| 1638 bis 1640 | Schleiz             | St. Marien          |      |         | 10       | im historischen Renaissance-Prospekt erfolgte 2004–2007 durch Orgelbau Kutter ein Neubau |
| um 1642/1643  | Kupferberg          |                     |      |         | 10       |                                                                                          |
|               | Oberwiesenthal      |                     |      |         | 6        |                                                                                          |
|               | Kirchberg           |                     |      |         | 10       |                                                                                          |
|               | Wolkenstein         | St. Bartholomäus    |      |         | 20       |                                                                                          |
|               | Mildenau            |                     |      |         | 8        |                                                                                          |
| 1642          | Plauen              | Johanniskirche      |      | II/P    | 24       |                                                                                          |
| 1650          | Oelsnitz (Vogtland) | St. Jakobi          |      |         |          |                                                                                          |
| 1652          | Annaberg            | St. Annen           |      |         |          |                                                                                          |
|               | Weipert             | St. Martin          |      |         |          |                                                                                          |
| 1656          | Theusing            | Maria Geburt        |      |         |          |                                                                                          |
| 1663          | Markersbach         | St. Barbara         |      |         | 6        |                                                                                          |
| 1666          | Brunnersdorf        |                     |      |         |          |                                                                                          |